# 波普勒 (北卡羅萊納州)
波普勒（英語：Poplar）是位於美國北卡羅萊納州米切爾縣的非建制地區。

## 歷史
波普勒的郵局於1896年設立，其後於1965年停運。

## 地理
波普勒所處的海拔為高於海平面678米（即2224英呎），而該地所採用的時區為UTC-5，即北美东部时区（EST）。同時該地設有夏令時間，為UTC-5調快一小時，即UTC-4（EDT）。